# Notoglanidium
Notoglanidium is een geslacht van straalvinnige vissen uit de familie van de stekelmeervallen (Claroteidae).

## Soorten
- Notoglanidium maculatum (Boulenger, 1916)
- Notoglanidium pallidum Roberts & Stewart, 1976
- Notoglanidium thomasi Boulenger, 1916
- Notoglanidium walkeri Günther, 1903